# Olenecamptus duodilloni
Olenecamptus duodilloni är en skalbaggsart som beskrevs av Gilmour 1947. Olenecamptus duodilloni ingår i släktet Olenecamptus och familjen långhorningar. Inga underarter finns listade i Catalogue of Life.